# Rovenský rajón
Rovenský rajón (ukrajinsky Рівненський район) je rajón v Rovenské oblasti na Ukrajině. Hlavním městem je Rovno a rajón má přibližně 635 tisíc obyvatel. 

## Města v rajónu
- Berezne
- Klevaň
- Korec
- Kostopil
- Ostroh
- Rovno
- Zdolbuniv